# Sayyid Mohammad Baqir Dorchey
Sayyid Mohammad Baqir Dorchey (1847-1923) fue un jurista chiita.

## introducción
Seyyed Mohammad Baqer Dorchey, uno de los juristas chiitas de los siglos XIII y XIV lunar y uno de los profesores del seminario de Isfahán. Estudió con Mirza Shirazi y Mirza Habibullah Rashti en Najaf y con Mohammad Bagher Khansari en Isfahán. Entre sus alumnos se encuentran el ayatolá Seyed Abolhasan Esfahani y el ayatolá Hossein Borujerdi.
Seyyed Mohammad Bagher Dorchey nació en 1264 d. H. en el pueblo de Dorche en Lenjan, Isfahán. Está relacionado con el Imam Musa Kazem (AS). Su padre Morteza y sus hermanos Muhammad Hossein y Muhammad Mahdi eran eruditos religiosos. Mahdi fue uno de los eruditos de Najaf y uno de los famosos maestros de fiqh y los principios de Isfahán. El abuelo de Alaysh, Mohammad Mirlohi Sabzevari, fue uno de los grandes eruditos de Isfahán durante la era Safavid y contemporáneo de Mohammad Taghi Majlisi. Dorchey murió en Dorche en 1342 d. C. Su cuerpo fue incinerado en Dorcheh en Isfahán y enterrado en el cementerio de Takht Foulad.